# 탁상담화

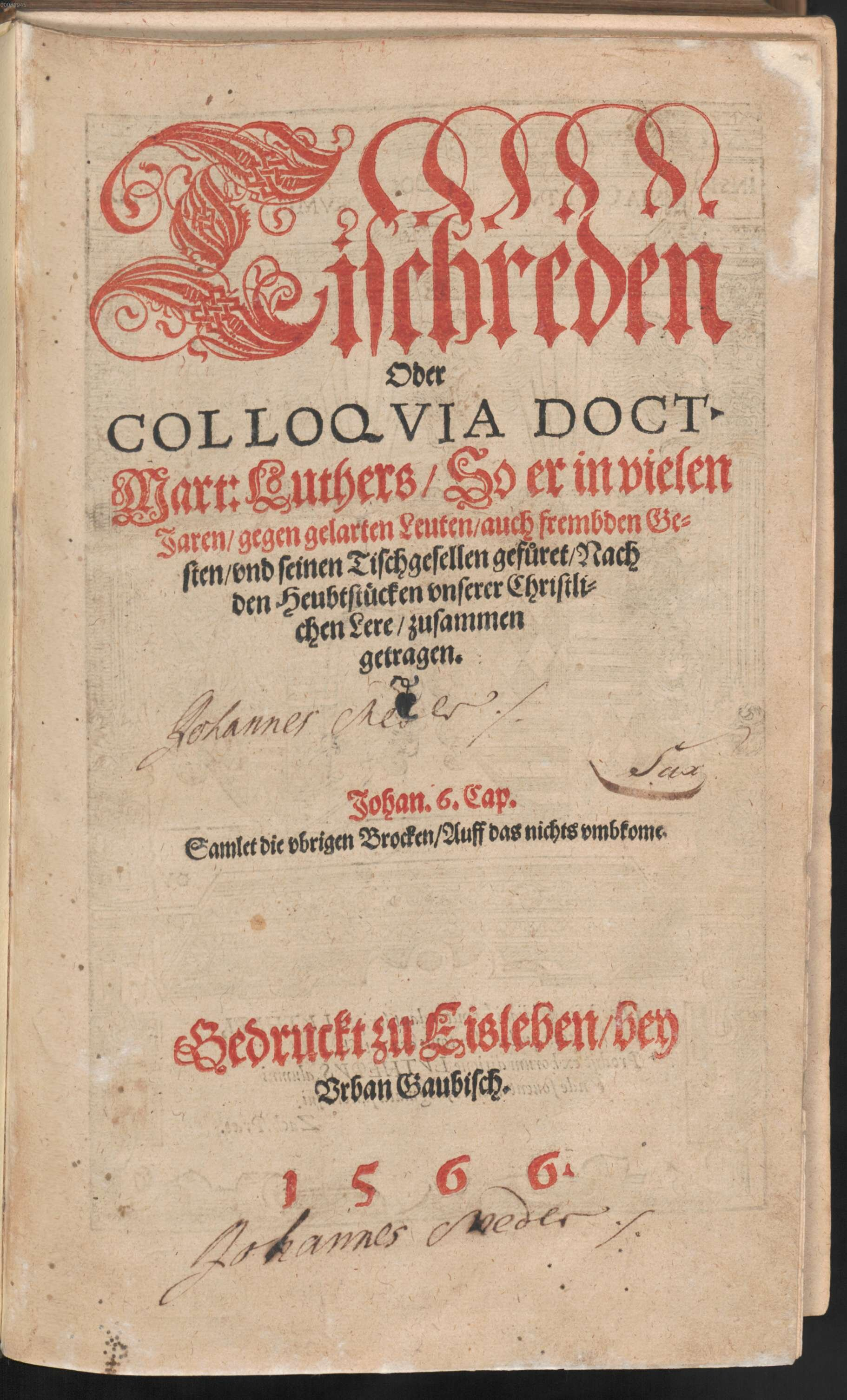

《탁상담화》(The Table Talk Of Martin Luther)는 마르틴 루터가 자택 식탁에서 필리프 멜란히톤, 카스파르 크루치거, 유스투스 요나스, 비투스 디트리히, 요한 부겐하겐, 요한 포스터 같은 다양한 부류의 신학자들과 더불어 신앙과 교리 문제에 관해 나눈 대화를 주제별로 정리한 책이다. 루터의 신학과 신앙의 개혁사상이 담긴 최고의 엑기스로 평가받고 있다.
1566년에 마틴 루터의 《탁상담화》라는 제목으로 출판되었다. 이 책은 큰 호응을 받아 처음 십 년 내에 여러 번 재쇄를 기록했고, 4백년을 지나오는 동안 독일 개신교들에게 성경에 버금가는 지위를 누렸다.

## 내용
이 책에는 다양한 신학자들과 신앙과 교리 문제에 관해 나눈 이야기들이 주제별로 정리되어 있다.

### 하나님의 말씀에 관하여
루터는 탁상담화에서 가장 먼저 하나님의 말씀에 관해 다루고 있다.
루터는 '오직 성경(Sola Scriptura)'의 원리를 강조하였는데 이 원리는 성경을 교회보다 열등하게 만들었던 로마 가톨릭교회에 대한 반발이었다.
루터와 보름스 회의에서 논쟁을 벌였던 에크는 오직 성경의 원리는 중세말 현대주의 사조를 따르는 위클리프나 후스 등 이단들의 주장이라고 하면서 루터를 이단으로 몰아세웠다. 이에 대하여 루터는 위클리프나 후스가 이단이 아니라 그들을 정죄한 공의회가 잘못을 범한 것이라고 하면서 성경의 권위를 더 존중한 그들의 의견을 존중한다고 하였다. 루터는 성경을 교황과 로마 가톨릭교회의 결정보다 우위에 놓았다. 하지만 성경만을 절대적인 규범으로 보지는 않았다.

### 우상 숭배에 관하여
루터는 로마 가톨릭교회에서 행해지고 있는 우상 숭배에 대해서도 강하게 비판 하였다. 루터는 교황주의자들이 성인들에게 기도하는 관행은 이교도들에게 배운 것이라고 하면서 이런 관행은 하나님의 전능하신 능력을 부정하는 것이라고 하였다.

### 의롭다 함에 관하여
루터의 주장 중에 '이신칭의'라는 말이 있는데 이는 '믿음으로 말미암아 의롭다 함을 얻는다'는 뜻이다. 루터는 로마 가톨릭교회의 공로주의를 비판하면서 인간의 행위로는 구원받을 수 없으며 오직 믿음으로만 구원을 얻는다고 하였다. 루터는 믿음의 궁극적인 원인과 열매는 마음을 성결하게 하고 우리를 하나님의 자녀로 만들고 죄 사함을 얻게 하는 것이라고 하였다.

### 결혼과 독신에 관하여
루터는 결혼을 종교 다음으로 세상에서 중요하다고 말하며, 하나님께서 친히 결혼제도를 허락하셨다고 하면서 결혼은 결코 비성경적인 가르침이 아니라며 사제들의 결혼을 막는 것은 잘 못이라고 주장했다. 또 독신제도로 인해 발생되었던 문제들을 지적하면서 차라리 수녀들을 결혼하도록 허락하는 것이 나았을 것이라고 주장하였다. 왜냐하면 수녀들의 문란한 행실로 인하여 수녀원에 버려진 영아들이 많았기 때문이다.

### 적그리스도에 관하여
마르틴 루터는 로마 교황 치하의 교회들의 부패상과 그 원인을 정확히 파악하여 지적하고 그리스도를 전하고 로마 교황이 왜 적그리스도인지를 명확히 밝혔다.
루터는 다니엘서 11장, 요한 계시록 13장7절 등을 들면서 로마 가톨릭 교황이 적그리스도라며 다음과 같이 말했다.
| “ | 교황이 적그리스도일진대, 나는 그가 육신을 입고 온 마귀라고 믿습니다. 그리스도께서 참 하나님이시요 참 사람이시듯이, 적그리스도는 살아 있는 마귀입니다. 사람들이 교황을 가리켜 '지상의 신'이라고 하는 것 역시 옳은 말입니다. 그는 참 신도 아니고 참 인간도 아니며, 두 본성이 혼합된 존재이기 때문입니다 | ” |

### 유대인들에 관하여
19세기 초 반유대주의가 기승을 부리던 독일에서 '루터가 반유대주의를 조장했다'는 설이 기독교사회노동당 대표인 아돌프 슈퇴커(Adolf Stoecker) 에 의해 널리 퍼져 나갔고 나찌는 이를 유대인 탄압의 도구로 사용했다. 하지만 루터의 종교적 사상이 뚜렷하게 정리된 《탁상담화》의 '유대인들에 관하여' 장에는 반유대주의 주장은 없다. 오히려 그들을 비참한 사람들로 측은한 눈길로 바라보며 선교의 대상으로 삼아야 한다고 주장했다.
또 "유대인들은 아브라함과 이삭, 야곱 모세, 다윗, 다니엘, 사무엘, 바울 같은 뛰어난 인물들을 배출했습니다...선지자들은 아브라함의 계통을 이어받은 유대인들을 가리켜 아름다운 가지라고 했고, 그 가지에서 그리스도께서 친히 오셨습니다." 라며 유대인들을 옹호했다.
그런 그가 어느 날 반유태주의로 180도 돌아서는 《유대인들과 그들의 거짓말,(Die Juden und ibre Liigen)》이라는 글을 발표한다. 그는 이 글에서 "유대인의 회당을 불지르고, 그들을 죽이고,매장하고 회당을 무너뜨리고, 탈무드를 빼앗으라"고 주장하며 갑자기 유대인 탄압을 선동하는데 이에 대해 《바티칸 암살단》의 저자 에릭 펠프스는 "마르틴 루터는 결코 이와 같은 글을 기록한 적이 없는데, 이 기록들에 그의 문체나 그의 성경적 신념이 포함되어 있지 않기 때문이다"며 이는 가톨릭 예수회가 루터를 반유대주의자로 몰아가기 위한 음모라고 규정했다.

## 책이 나오기까지
루터의 《탁상담화》는 로마 가톨릭 교회의 분노를 사서, 교황 그레고리오 13세는 《탁상담화》를 모두 수거하여 소각하고 그 책을 소지한 사람까지 화형에 처하겠다는 칙령을 발표했다. 이 때문에 이 책은 유럽에서 인쇄본은 물론 필사본까지 거의 자취를 감추었다. 당시 약 4000여권의 책이 압수되어 소각 처분되어 각지에서 통분과 애도가 넘쳤다. 그 후 약 100년 가까운 시간이 지난 후
1626년 카스파르 반 슈파르라는 독일 사람이 자신의 집터를 파내려가던 중 구덩이에서 그 책의 인쇄본을 발견할 때까지 《탁상담화》는 모두 사라진 것으로 생각되어왔다. 그 책은 질긴 린넨 천으로 둘둘 만린 채 밀랍으로 단단히 봉해져 있었다. 그는 이 책을-독일에서는 위험했기 때문에-영국에 있는 캡틴 헨리 벨(Captain Henry Bell)이라는 사람에게 보냈다. 헨리 벨은 영국에서 감옥에 갇혀 있는 중에 감옥 속에서 번역 작업을 했다. 헨리 벨이 탁상담화를 번역했다는 소문이 캔터베리 대주교의 귀에 들어가자 캔터베리 대주교는 원고를 보고 싶다며 헨리 벨에게 원고를 가져갔는데 대주교는 그만 도중에 참수형을 당했다.
원고는 영국 하원에 넘어가고 하원에서는 이 책에 대한 위원회를 구성해 출판을 검토했다. 1645년 11월 10일 제출한 보고서에서 세상에 배포해도 문제가 없다고 결론 내리고 1646년 출판 지시가 내려져 영어로 번역 출판되어 오늘 날 햇볕을 볼 수 있었다.